# Inocellia taiwana
Inocellia taiwana là một loài côn trùng trong họ Inocelliidae thuộc bộ Raphidioptera. Loài này được H. Aspöck & U. Aspöck miêu tả năm 1985.